# 久米島野球場
久米島野球場（くめじまやきゅうじょう）は、沖縄県島尻郡久米島町の久米島町総合運動公園内にある野球場。久米島町が運営管理を行っている。

## 歴史
久米島の仲里地区には久米島町営仲里野球場があり、2005年にプロ野球・東北楽天ゴールデンイーグルスが春季第一次キャンプを行ったが、スタンドやバックスクリーンがないなど設備が不備であったことから、町は今後も長期的に継続して楽天がキャンプ地として使用できるよう本格的な野球場を建設することを決定。
同年春、久米島ホタルドームなどがある具志川地区・鳥島清水地内の総合運動公園内で着工、2006年1月にフィールド部分とメインスタンド（ネット裏部分）が先行して完成し、2月1日からの春季キャンプで仮供用された。同年から楽天のキャンプは一軍・二軍の振り分けが行われ、久米島野球場は一軍が、前年一・二軍合同で使用していた仲里野球場は二軍が使用した。
キャンプ終了後から再び建設工事に着手し、一・三塁側スタンドとバックスクリーン、スコアボード等が設けられ、2007年1月に全面竣工した。なお、現在は高校の野球部の練習や草野球、少年野球など一般利用にも使用されている。
2008年2月21日、久米島で初めてのプロ野球試合となる楽天対千葉ロッテマリーンズの練習試合が行われた。当日は地元ファンが多数見学に訪れ、公式戦さながらの演出で試合が行われ盛況した。

## 施設概要
- 両翼：100m、中堅：122m
- 内野：クレー舗装、外野：天然芝
- 照明設備：なし
- スコアボード：イニングスコア表示部＝磁気反転式、選手名表示部＝パネル式
- 収容人員：3,500人（仮供用時は1,000人）

## 運動公園内のその他の施設
- 久米島ホタルドーム（多目的屋内運動場）
- 投球練習場
- 多目的グラウンド（サブグラウンド）

## 交通
- 久米島空港から久米島町営バス利用